# Paralympiër van het jaar
De titel Paralympiër van het jaar wordt sinds 2010 jaarlijks toegekend aan de Belgische paralympische sportpersoonlijkheid die als winnaar eindigt van een referendum, georganiseerd door de Belgische Beroepsbond van Sportjournalisten. De trofee wordt sinds 2010 overhandigd tijdens het Sportgala waarbij ook de "Sportman van het jaar" (1967), "Sportvrouw van het jaar" (1975),  "Sportploeg van het jaar" (1997), "Sportbelofte van het jaar" (1998) en Sportcoach van het jaar (2011) worden bekendgemaakt. 

## Overzicht van de winnaars
| Jaar | Winnaar            | Discipline     |
| ---- | ------------------ | -------------- |
| 2010 | Sven Decaesstecker | Zwemmen        |
| 2011 | Wim Decleir        | Handbiken      |
| 2012 | Marieke Vervoort   | Atletiek       |
| 2013 | Joachim Gérard     | Rolstoeltennis |
| 2014 | Michèle George     | Paardensport   |
| 2015 | Marieke Vervoort   | Atletiek       |
| 2016 | Laurens Devos      | Tafeltennis    |
| 2017 | Peter Genyn        | Atletiek       |
| 2018 | Peter Genyn        | Atletiek       |
| 2019 | Joachim Gérard     | Rolstoeltennis |
| 2020 | Joachim Gérard     | Rolstoeltennis |
| 2021 | Peter Genyn        | Atletiek       |
| 2022 | Michèle George     | Ruiter         |
| 2023 | Maxime Carabin     | Atletiek       |
| 2024 | Maxime Carabin     | Atletiek       |